# عشق جدید
«عشق جدید» اولین تک‌آهنگ خواننده انگلیسی دوآ لیپا از اولین آلبوم استودیویی‌اش (۲۰۱۷)است. این ترانه در ۲۱ اوت ۲۰۱۵ به عنوان تک‌آهنگ آغازین آلبوم منتشر شد. این آهنگ توسط لیپا، امیلی هینی و اندرو ویات در مورد تلاش این خواننده برای یافتن جایگاه خود در صنعت موسیقی نوشته شده‌است. این ترانه شامل بالاد سینث-پاپ با نئو سول و آراندبی معاصر و همچنین نواختن طبل قبیله‌ای و در سرتاسر آهنگش است.

## زمینه و ترکیب
لیپا با همکاری امیلی هینی و اندرو ویات «عشق جدید» را نوشت. در آن زمان، لیپا در یکی از تلاش‌های ناموفقش برای بازسازی «داغ تر از جهنم» به ساخت «عشق جدید» دست یافت. او ترانه ای را دربارهٔ بلاتکلیفی در مورد صدا و پیام خود در صنعت موسیقی را نوشت که «به نظر می‌رسد اغلب شما را نمی‌خواهد و نیازی به شما ندارد.» طبق گفته لیپا، این آهنگ در مورد «مواجهه با ترس از دست دادن تنها چیزی است که برای شما مهم است». این آهنگ در نیویورک نوشته شده و در TaP Studio / Strongroom 7 در لندن ضبط شده‌است.

## موزیک ویدیو

### تولید و انتشار
موزیک ویدئوی «عشق جدید» توسط نیکول نودلند، کارگردانی شده و وی همچنین جلد هنری این تک را نیز به عهده گرفته‌است. تدوین آن توسط جکسون دوکاس انجام شده و در قالب فیلم سوپر ۸ فیلمبرداری شده‌است. این ویدئو در یک روز در لس آنجلس فیلمبرداری شده. بعد از اینکه لیپا از پخش موزیک ویدیو بخاطر به تعویق افتادن آهنگ دیگری ابراز ناامیدی کرد، نودلند پیشنهاد کرد که کلیپ «عشق جدید» را کارگردانی کند. از آنجا که این ویدئو یک محصول کم بودجه بود، لیپا پیش نویس خودش را برای آن نوشت. سبک او از مد و لباس‌های دهه ۱۹۹۰ الهام گرفته شده‌است. به گفته این خواننده، این مفهوم شامل فعالیت‌هایی است که وی از انجام آنها لذت می‌برد و اشاره به «زندگی دوآ لیپا» دارد.